# Caroxylon imbricatum
Caroxylon imbricatum är en amarantväxtart som först beskrevs av Peter Forsskål, och fick sitt nu gällande namn av Horace Bénédict Alfred Moquin-Tandon. Caroxylon imbricatum ingår i släktet Caroxylon och familjen amarantväxter. Inga underarter finns listade i Catalogue of Life.